# Black River (Jamajka)
Black River – miasto w południowo-zachodniej Jamajce w hrabstwie Cornwall. Miasto jest stolicą regionu Saint Elizabeth.